# Persone di cognome Chang
| Questa pagina contiene informazioni ricavate automaticamente dalle voci biografiche con l'ausilio del template Bio e di un bot. L'aggiornamento è periodico e automatico e ricostruisce completamente la pagina. Se manca una persona in questa lista, sei pregato di non aggiungerla, ma accertati piuttosto che la sua voce biografica contenga il template Bio e che i dati anagrafici siano correttamente compilati. Se il template Bio manca, inseriscilo tu stesso o, in alternativa, metti l'avviso {{tmp\|Bio}} che ne segnala la mancanza. Se i dati riportati sono sbagliati, correggi direttamente la voce biografica; le modifiche saranno visibili in questa lista entro pochi giorni. Per chiarimenti vedi il progetto antroponimi. La lista contiene solo le 57 persone che sono citate nell'enciclopedia e per le quali è stato implementato correttamente il template Bio. Pagina aggiornata al 21 gen 2025. |

Questa è una lista di persone presenti nell'enciclopedia che hanno il cognome Chang, suddivise per attività principale.

## Allenatori di calcio(1)
- Chang Woe-ryong, allenatore di calcio e ex calciatore sudcoreano (Goyang, n. 1959)

## Allenatori di tennis(1)
- Michael Chang, allenatore di tennis e ex tennista statunitense (Hoboken, n. 1972)

## Arciere(1)
- Chang Hye-jin, arciera sudcoreana (Daegu, n. 1987)

## Artisti marziali(3)
- Chang Ch'ing P'o, artista marziale cinese (n. 1903 - † 1963)
- Chang Dsu Yao, artista marziale e insegnante cinese (Peixian, n. 1918 - Taipei, † 1992)
- Zhang Junfeng, artista marziale cinese (n. 1902 - † 1974)

## Astrofisiche(1)
- Kyongae Chang, astrofisica sudcoreana (Seul, n. 1946)

## Attori(3)
- Bryant Chang, attore taiwanese (n. 1985)
- Chang Chen, attore taiwanese (Taipei, n. 1976)
- Marcus Chang, attore e cantautore taiwanese (Taipei, n. 1983)

## Attrici(4)
- Christina Chang, attrice taiwanese (Taipei, n. 1971)
- Katie Chang, attrice statunitense (Chicago, n. 1995)
- Sylvia Chang, attrice, regista e produttrice cinematografica taiwanese (Chiayi, n. 1953)
- Yin Chang, attrice statunitense (New York, n. 1989)

## Calciatori(2)
- Chang Feiya, calciatore cinese (Linquan, n. 1993)
- Chang King Hai, calciatore cinese (Shanghai, n. 1917 - Hong Kong, † 1973)

## Cantanti(5)
- Deserts Chang, cantante e compositrice taiwanese (Taipei, n. 1981)
- Grace Chang, cantante e attrice cinese (Shanghai, n. 1933)
- Jeff Chang, cantante taiwanese (Yunlin, n. 1967)
- Phil Chang, cantante, compositore e conduttore televisivo taiwanese (Taipei, n. 1967)
- Z-Chen, cantante malaysiano (n. 1973)

## Cestiste(1)
- Chang Hui-yin, ex cestista e allenatrice di pallacanestro taiwanese (Taipei, n. 1974)

## Critici cinematografici(1)
- Justin Chang, critico cinematografico statunitense (n. 1983)

## Designer(1)
- Wah Chang, designer e artista statunitense (Honolulu, n. 1917 - Carmel-by-the-Sea, † 2003)

## Direttrici d'orchestra(1)
- Han-Na Chang, direttrice d'orchestra e violoncellista sudcoreana (Suwon, n. 1982)

## Generali(2)
- Chang Wanquan, generale cinese (Nanyang, n. 1949)
- Chang Yuchun, generale cinese (Anhui, n. 1330 - Hebei, † 1369)

## Giocatori di baseball(3)
- Chang Cheng-Hsien, ex giocatore di baseball taiwanese (n. 1967)
- Chang Wen-Chung, ex giocatore di baseball taiwanese (n. 1968)
- Chang Yaw-Teing, ex giocatore di baseball taiwanese (n. 1968)

## Giocatori di snooker(1)
- Chang Bingyu, giocatore di snooker cinese (Golmud, n. 2002)

## Goisti(2)
- Chang Fukang, goista malaysiano (n. 2003)
- Chang Hao, goista cinese (Shanghai, n. 1976)

## Imprenditori(2)
- David Chang, imprenditore e personaggio televisivo statunitense (Vienna, n. 1977)
- Morris Chang, imprenditore taiwanese (Ningbo, n. 1931)

## Insegnanti(1)
- Chang Naizhou, insegnante cinese (Sishui, n. 1724 - † 1783)

## Lottatori(1)
- Chang Yongxiang, lottatore cinese (n. 1984)

## Medici(1)
- Victor Chang, medico cinese (Shanghai, n. 1936 - Sydney, † 1991)

## Musicisti(1)
- Chase Chang, musicista, cantante e attore taiwanese (Taiwan, n. 1982)

## Nuotatrici(1)
- Chang Hao, nuotatrice artistica cinese (Pechino, n. 1997)

## Pallavolisti(1)
- Brendan Chang, pallavolista statunitense (Laytonsville, n. 1994)

## Pesisti(1)
- Chang Ming-Huang, pesista e discobolo taiwanese (Taichung, n. 1982)

## Pittori(1)
- Chang Dai-chien, pittore cinese (n. 1899 - † 1983)

## Politici(3)
- Chang Dae-whan, politico, dirigente d'azienda e editore sudcoreano (Seul, n. 1952)
- Chang Myon, politico e educatore sudcoreano (n. 1899 - † 1966)
- Chang Sung-taek, politico nordcoreano (Chongjin, n. 1946 - Pyongyang, † 2013)

## Pugili(1)
- Chang Kyou-chul, pugile sudcoreano (n. 1946 - † 2000)

## Registi(1)
- Chang Cheh, regista cinese (n. 1923 - Hong Kong, † 2002)

## Scrittrici(2)
- Jung Chang, scrittrice cinese (Yibin, n. 1952)
- Leslie T. Chang, scrittrice e giornalista statunitense

## Storiche(1)
- Iris Chang, storica e giornalista statunitense (Princeton, n. 1968 - Los Gatos, † 2004)

## Storiche dell'arte(1)
- Sheng-Ching Chang, storica dell'arte taiwanese (Tainan, n. 1963)

## Tenniste(3)
- Hanna Chang, tennista statunitense (Stati Uniti d'America, n. 1998)
- Chang Kai-chen, tennista taiwanese (Taoyuan, n. 1991)
- Sophie Chang, tennista statunitense (Havre de Grace, n. 1997)

## Tuffatrici(1)
- Chang Yani, tuffatrice cinese (Xiantao, n. 2001)

## Violiniste(1)
- Sarah Chang, violinista statunitense (Filadelfia, n. 1980)